# 복음전도사
《복음전도사》(Der Evangelimann) Op.45는 빌헬름 킨츨이 작곡한 2막의 오페라이다. 1895년 5월 4일에 베를린의 노이에스 쾨니힐리헤스 오페른하우스(신왕립오페라하우스)에서 초연되었다. 대본은 작곡자 자신이 썼다. 레오폴드 플로리안 마이스너(Leopold Florian Meissner)의 단편 '어느 경찰서장의 기록에서(Aus den Berichten eines Polizeikommissars)'를 바탕으로 한 것이다.

## 개요
킨츨은 이 오페라를 1894년 오스트리아의 뵈클라브루크(Voecklabruck)이라는 작은 마을에서 작곡했다. 킨츨은 이 오페라의 스코어에서 간추린 몇 곡을 피아노로 베를린 오페라의 지휘자인 카를 무크(Karl Muck)와 베를린 오페라의 예술감독인 호흐베르크(Hochberg) 백작에게 들려 주었다. 이들은 당장 이 오페라의 초연을 맡아 하겠다고 나섰다. 그리하여 이듬해에 베를린에서 초연되었다. 대성공이었다. 그후 몇 년 동안 이 오페라는 독일과 오스트리아의 주요 오페라극장에서 계속 공연될 정도로 인기를 끌었다. 당시 유명한 지휘자인 펠릭스 모틀(Felix Mottl)을 비롯하여 구스타브 말러, 리하르트 슈트라우스, 프랑츠 샬크(Franz Schalk) 등이 이 오페라를 지휘하였다. 그리고 언제나 공연할 때에는 당대의 유명한 테너가 주역을 맡았다. 베를린에서의 초연에서는 테너 엘로이 질바(Eloi Sylva)가 마티아스의 역할을 맡아 했다. 이 오페라에 나오는 마티아스의 아리아인 '의를 위해 박해받은 자는 복이 있나니(Selig sind, die Verfolgung leiden) (마태복음 5장 10절 ~ 12절)'는 당시 테너라면 누구나 한번쯤 불러보고 싶은 노래가 되었다.

## 악기 편성
플루트3 (3번은 피콜로 겸함), 오보에3 (3번은 잉글리시 호른 겸함), 클라리넷3, 바순3, 호른4, 트럼펫3, 트롬본3, 튜바, 팀파니, 트라이앵글, 심벌즈 (서스펜디드 심벌즈 별도 필요), 큰북, 작은북, 탐탐, 튜블러벨, 글로켄슈필, 첼레스타, 하프2, 오르간, 현5부

## 연주시간
- 총 2시간 20분

## 줄거리

### 제1막
- 1820년 니더외스터라이히주 베네딕트회 성오트마르 수도원

이 수도원의 집사로 있는 마티아스 프로이드호퍼는 수도원의 감독관(재판관을 겸함)인 프리드리히 엥겔의 수양딸인 마르타를 사랑한다. 마티아스의 형인 요하네스도 마르타를 사랑한다. 그러나 요하네스는 마르타가 마티아스만을 생각하고 자기를 무시하자 질투심에 불타오른다. 요하네스는 마티아스와 마르타를 모함하기 시작한다. 요하네스는 수도원장인 프리드리히에게 마티아스와 마르타가 서로 좋아하고 있으며 수도원의 재산을 빼돌려 멀리 도망가려는 계획을 세우고 있다고 고발한다. 분노한 프리드리히는 당장 마티아스를 해임하고 수도원으로부터 추방한다. 마르타는 요하네스의 비열함을 알고 그를 증오한다. 그날 밤, 요하네스는 마르타와 마티아스가 은밀히 만나 서로 비록 떨어져 있더라도 사랑은 변치 말자고 약속하는 것을 목격한다. 요하네스의 질투심은 극에 달한다. 요하네스는 맹목적인 증오심으로 수도원에 불을 지른다. 하지만 방화범으로 체포된 것은 요하네스가 아니라 마티아스였다. 결국 마티아스는 경찰에게 끌려가고 마르타는 그자리에서 기절한다.

### 제2막
- 병원 마당과 안

마티아스는 20년의 감옥형을 선고받는다. 마티아스는 형인 요하네스의 짓이라는 것을 생각하면서도 아무런 말도 하지 않고 그 오랜 세월인 20년을 감옥에서 지낸다. 20년 후, 마티아스는 석방되었지만 아무도 그를 반겨하지 않는다. 마티아스는 주님의 복음을 전하는 전도사가 되어 여러 곳을 다니면서 복음을 전도하는 사람이 된다. 사람들은 처음에 그가 수도원에 불을 지른 방화범이란 것을 알고 모두 외면하였으나 시간이 지날수록 그의 진실된 설교에 감동하여 그를 따르기 시작한다. 그리고 마티아스가 막달레나가 돌보는 아이들에게 전도를 하게 되는데 이 때 부르며 가르치는 찬송가가 '의를 위하여 박해받는 자는 복이 있니나(Selig sind, die Verfolgung leiden um der Gerechtigkeit willen)'이다. 마르타는 사랑하는 마티아스가 감옥에 있을 때에 요하네스의 비열한 접근을 견디다 못하여 스스로 목숨을 끊는다. 마티아스가 감옥살이을 하는 동안 요하네스는 부정한 방법으로 돈을 벌어 부자가 되어 빈에서 산다. 하지만 이제 중병에 걸려 언제 숨을 거둘지 모른다. 요하네스가 수도원에 불을 지른 때로부터 30년이 지난다. 요하네스는 자신이 동생의 대한 잘못된 증오심과 부정으로 죄를 저질러 자신이 죽을 병에 걸리게 됐다는 것을 알고 그동안의 죄악을 후회와 비관적인 토로를 한다. 그 때 마티아스가 신에게 찬송하는 소리를 듣게되자 그가 왔다는 걸을 알게 된다. 마티아스는 마침내 막달리나와 함께 빈의 병원에 있는 요하네스를 만난다. 마티아스는 병상에 누어있는 요하네스를 보자 '많은 죄를 저질른 형이 결국 죽을 병으로 몸저 눕게 되었구나'라고 말한다. 그리고 자신의 인생을 망가드린 형을 원망하는 말을 한다. 병상에 누은 요하네스는 자신이 동생과 주변에게 저질른 죄를 진심으로 반성하며 뉘우치고 있다고 말한다. 그러면서 진심으로 사죄를 하고 있으니 마티아스에게 용서를 구한다. 참다 못한 마티아스는 폭력을 휘두려 했으나 그의 진심에 그 뜻을 거둔다. 그리고 마티아스는 요하네스를 용서한다고 말한다. 실은 오래전에 용서하였다. 요하네스는 정말 고맙다며 비로소 마음의 평화를 얻어 세상을 떠난다. 막달레나는 신에게 요하네스가 죽기 전 자신의 죄를 뉘우치고 참회하였으니 그를 구원해달라는 간청을 한다. 뜻이 통했는지 신께서 그의 죄를 사하고 천국으로 올린다. 마지막에 아이들이 성경을 펼치고 마태복음 5장 10절의 내용을 노래하면서 형제의 화해와 요하네스가 천국으로 갔다는 사실을 알리면서 곡은 끝난다.

## 유명한 대목
- 마티아스의 찬송가 '의를 위하여 박해받는 자는 복이 있나니' (마태복음 5장 10절 ~ 12절)

## 참고 문헌
- 정즌극 (음악의 도시 빈과 오페라 이야기)